# 書道展
書道展（しょどうてん）は、書の展覧会のこと。書展、書作展ともいう。書道団体による公募展や企画展などがある。美術館で開催されることが多いが、2000年ごろからインターネット上での書道展も開催されるようになった。個展や遺墨展も含まれる。

## 書道団体、書展の歴史
日本では昭和時代になって各書道団体が結成され、書道活動は組織的に行われるようになり、展覧会による大規模な活動によって近代芸術として一般社会に認められるようになった。

### 戦前
日本で初めての大規模な書道展
1924年（大正13年）に日本書道作振会という団体が結成された。この団体は、当時のほとんどの書人と書道に関心のある政治家、実業家、軍人までをも加えた組織となり、その最も大きな事業としての大展覧会を年一回開催した。当時の書道界には小団体しかなく、小規模の展示を随時やっていたにすぎなかった。よって、この団体の結成と大規模な展覧会の開催は書道界にとって重要な意義があった。しかし、数年で脱退者が続出し、この団体は崩壊してしまった。
三展の創立と書壇の誕生
日本書道作振会の崩壊を教訓に生まれたのが、泰東書道院、東方書道会、大日本書道院の3つの団体である。この3つの団体は、昭和初期の書道界を三分し、それぞれの展覧会を開催し、書道界の組織化に貢献することになった。この三展の創立をもって書壇の誕生とされている。
書道展の創立、発展に尽力した人物
| 日本書道作振会 - 豊道春海 泰東書道院 - 豊道春海 - 尾上柴舟 - 大池晴嵐 - 江川碧潭 - 林祖洞 - 西川寧 | 東方書道会 - 高塚竹堂 - 河井荃廬 - 吉田苞竹 - 松本芳翠 - 辻本史邑 - 川村驥山 - 村田龍岱 - 松井如流 - 平尾孤往 | 大日本書道院 - 比田井天来 - 比田井小琴 - 渡辺沙鴎 - 川谷尚亭 - 上田桑鳩 - 桑原翠邦 - 手島右卿 - 大澤雅休 | 日本書鏡院 - 長谷川耕南 |

### 戦後
日本書道美術院の結成
1946年に日本書道美術院が結成する。当時の書家のほとんどを集め、美術館で2回の展覧会を持った後、分裂した。
日本書道美術院の結成に尽力した人物
| - 尾上柴舟（会長） - 豊道春海（副会長） - 磯野学申（副会長） | - 手島右卿 - 田中真洲 - 飯島春敬 |

日本書作院の結成
日本書道美術院が分裂して日本書作院が結成された。
日本書作院の結成に尽力した人物
| - 鈴木翠軒（会長） - 平尾孤往 - 手島右卿 - 津金寉仙 - 吉田雲芳 | - 田中海庵 - 徳野大空 - 中台青陵 - 赤羽雲庭 |

## 現書壇の主な書道展
- 日展（第五科）
- 読売書法展
- 毎日書道展
- 産経国際書展
- 日本書芸院展
- 創玄展
- 日本書道院展
- 謙慎書道会展
- 新興書道展
- 書海社展
- 東方書展
- 日本書鏡院展

現代の日本の書道界において、書道展における実績は、日本芸術院などによる顕彰と併せ、書家への評価の裏付けとされており、各書道団体における会員・役員の推挙基準としても用いられている。とりわけ日展を最高権威とし、その下に読売書法展、毎日書道展といった大規模公募展を位置づけ、更にその足がかりとして日本書芸院展といった各地域において重要な大規模展を位置づけた、日展系と呼ばれるヒエラルキーが形成されている。
こうした書道界の構造については、実績のある書家が審査委員などを務めることでその振興を支えていると評される一方で、組織的支援がなければ入選が困難であったり、入選後に各所にお礼金を渡すといった書道界特有のしきたりも伝えられる。1984年に発足した産経国際書展では、既存の大規模展への「ボス的作家の縦割り金権支配による審査」との批判から、流派を問わないクリーンな審査を理念に掲げている。
令和2年度の「改組 新 第7回日展」における書作品の入選点数は1,069点、令和元年における新聞社主催の大規模公募展の出品数は毎日書道展が28,074点、読売書法展が21,294点、産経国際書展が6,157点となっている。